# Ján Čaplovič
Ján Čaplovič de Jeszenova (22. září 1780, Horné Príbelce – 29. května 1847, Vídeň) byl slovenský evangelický advokát, publicista a etnograf.

## Životopis
Pocházel ze starého šlechtického rodu Čaplovičů z Jasenové (Csaplovics de Jeszenova; otec Jonáš Čaplovič, matka Judita rod. Szúdyová). Studoval na gymnáziu v Banské Bystrici (s podporou podžupana Juraje Radvanského), v Lučenci a v Banské Štiavnici. Od roku 1798 působil ve službách advokátů v Banské Bystrici, od roku 1799 byl notářským a podžupanským úředníkem Zvolenské župy. V letech 1805 až 1808 byl advokátem v Banské Bystrici, v letech 1808 – 1809 a 1813 byl dvorským agentem ve Vídni, od roku 1813 byl ve službách hraběte Schönborna jako správce a ředitel jeho majetků na Uherské Rusi.
Jeho mottem bylo: Slavus sum natis et educatus (Slovan jsem rodem i výchovou). Byl přívržencem pojosefínskych reformních snah v Uhersku v rámci osvícenského absolutismu. Byl protagonistou slovenského národního hnutí, stoupencem liberálního vývoje nemaďarských národností v rámci zachování Uherska.
Napsal šest obran slovenského národa proti maďarizaci, četné etnografické práce a byl spoluzakladatelem slovenské etnografie jako nezávislého vědního oboru. V etnografii ho ovlivnil zejména Montesquieu a Herderova filosofie. Je považován za pokračovatele a spolupracovníka Jána Kollára a Pavla Josefa Šafaříka. Napsal 31 knih a více než 400 článků v různých periodikách. Svým vlivem ve vídeňských politických kruzích v roce 1813 zasáhl ve prospěch Palkovičova Týdenníku, roku 1845 urychlil vydání licence pro Štúrovy Slovenské národné noviny. Byl osvícenským propagátorem progresivních postupů v zemědělství. Od roku 1814 byl členem c. k. přírodovědecké společnosti ve Vídni, od roku 1815 zahraniční přispívající člen Přírodovědecké společnosti v Halle.
Psal německy, latinsky, slovensky i maďarsky.
Ze světa odešel sebevraždou, zřejmě kvůli bolestem spojeným s těžkou nemocí.

## Dílo
- Slawonien und zum Theil Croatien (1819)
- Slawismus und Pseudomagyarismus (Lipsko 1842 anonymně) – byla to první kniha, kterou kvůli cenzuře musel nechat vytisknout za hranicemi monarchie. Napsal ji za rekordních pět dnů. Navzdory ostražitosti uherských úřadů, které zabavily skoro celý náklad 560 kusů, zůstalo Čaplovičovi třicet exemplářů, které rozšířil mezi svými přáteli. Dílo vzbudilo ostrou reakci na maďarské politické scéně.
- Gemälde von Ungarn
- Slováci v Uhorsku – zkoumal měšťanskou třídu a rolníky, jako výzkum sociálních skupin v rámci urbánní etnologie, přičemž měšťanskou třídu pro něj reprezentovali řemeslníci a drobní výrobci v městečkách a vesnicích. Už v 19. století navrhoval výzkum městského prostředí. Dílo napsané ve dvacátých až třicátých letech 19. století zůstalo podobně jako jiná díla obrozenecké literatury (např. Hodžova báseň Matora) v rukopise. Vyšlo až v roce 1997 díky úsilí literárního vědce Rudolfa Brtáně, který těžko čitelný 636 stránkový rukopis přeložil z německo-latinsko-slovenského originálu do spisovné slovenštiny.
- Ungarns Industrie und Cultur
- Paradoxen uber das Staats-und Volksleben (Brašov, 1845)
- Autor hudebních skladeb pro klasický orchestr, napsaných v mozartovského duchu, které vznikly zejména během působení v Banské Bystrici (1805 až 1808).